# Gustav Stickley

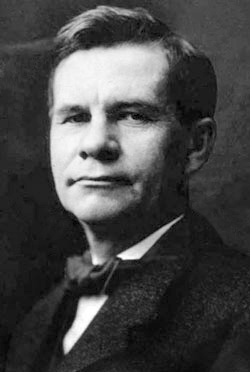
Gustav Stickley (undatiert)

Gustav Stickley (* 9. März 1858 in Osceola, Wisconsin; † 21. April 1942 in Syracuse, New York) war ein US-amerikanischer Kunsttischler und wichtiger Denker des Arts and Crafts Movement in den Vereinigten Staaten.

## Leben
Gustav Stickley kam im März 1858 als Sohn deutschstämmiger Bauern im ländlich gelegenen Osceola im US-Bundesstaat Wisconsin zur Welt und wuchs zunächst nahe seinem Geburtsort  auf dem elterlichen Bauernhof auf, ehe die Familie 1870 nach Stillwater, Minnesota, umzug. Dort wurde er von seinem Vater als Lehrling zu einem Steinmetz geschickt. Weder das bäuerliche Leben noch die Arbeit als Steinmetz sagten dem jungen Stickley sonderlich zu, ließen ihn aber agraristische Idealen und eine Liebe zum Handwerk entwickeln. Bald präferierte er aber das Arbeiten mit Holz gegenüber der Arbeit mit Gestein. Als sein Vater Anfang der 1870er Jahre die Familie verließ, übernahm Stickley – selbst kaum ein Jugendlicher – gemäß der damaligen gesellschaftlichen Normen als ältester Mann im Haushalt dier Verantwortung für seine Mutter und seine zehn Geschwister, ehe ein Onkel die Familie 1873 zu sich nach Lanesboro, Pennsylvania, holte.
In Pennsylvania wurde Stickley in der Stuhlfabrik seines Onkels im nahe gelegenen Brandt beschäftigt und parallel von einem weiteren Onkel in Philosophie, Religion und Literatur unterrichtet. Stickley war besonders von Walt Whitman und den Transzendentalisten Emerson und Thoreau und deren Wertschätzung der Natur und des freien Willens, dem britischen Universalgelehrten John Ruskin und dessen Betonung der Überlegenheit kreativer Handwerkskunst gegenüber industrieller Massenfertigung, und den sozialistischen Positionen Thomas Carlyles und William Morris’ beeindruckt und ließ sich von diesen Denkern stark beeinflussen. Bald war Stickley überzeugt, dass ehrliche Handwerkskunst der Moral der Gesellschaft zugute komme. Parallel machte er in der Firma seines Onkels durch sein Talent im Umgang mit Holz als Werkstoff auf sich aufmerksam und stieg innerhalb von vier Jahren zum Vorarbeiter auf. Nach seiner Heirat 1883 mit Eda Ann Simmons, mit der er im Laufe der Jahre sechs Kinder bekam, zog er 1884 mit seiner Familie nach Binghamton im US-Bundesstaat New York, wo er mit seinen Brüdern ein eigenes Möbelunternehmen begründete. Von 1888 bis 1890 arbeitete er für das Straßenbahnunternehmen von Binghamton, verließ seien hohe Anstellung dort aber bald, um sich wieder der Möbelherstellung zu widmen.

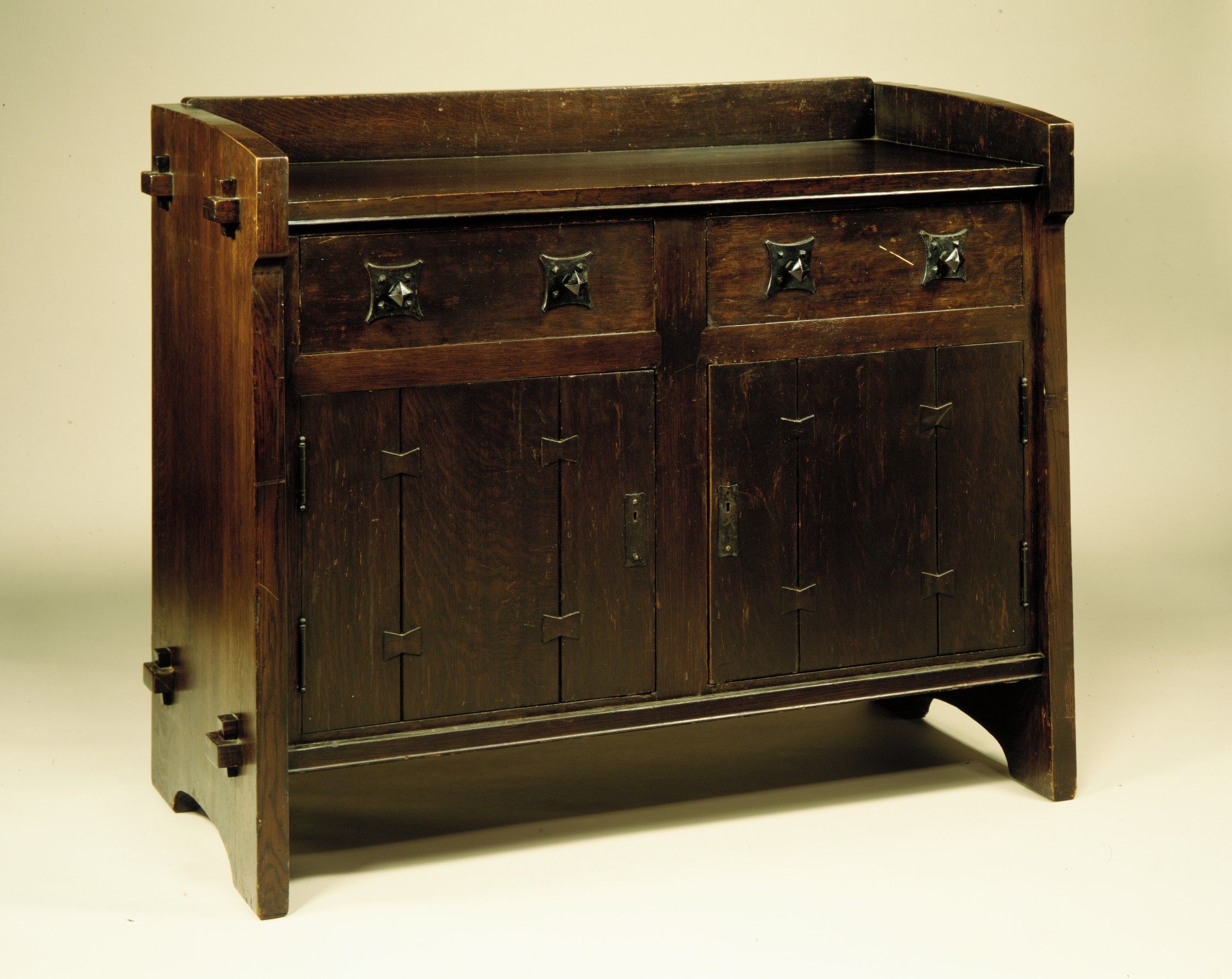
Eine von Stickley entworfene Anrichte (um 1901), heute in der Sammlung des Metropolitan Museum of Art

1890 gründete Stickley in Auburn zusammen mit Elgin A. Simonds ein weiteres Möbelunternehmen, das ab 1892 in Eastwood angesiedelt war. Zur Finanzierung des Unternehmens arbeitete Stickley von 1892 bis 1894 für das Staatsgefängnis in Auburn, wo er den ersten elektrischen Stuhl im Bundesstaat New York entwarf. Sein eigenes Möbelunternehmen stellte derweil Möbel im Stil von Chippendale und Ludwig XIV. her. 1898 reiste er nach Europa, um in persönlichen Austausch mit Vertretern des Arts and Crafts Movement zu kommen; weitere Inspiration erlangte er von Shaker-Möbeln. Dadurch und durch seine vorherigen theoretischen Studien inspiriert entwickelte er in den späten 1890er Jahren einen eigenen Stilrichtung von Möbeln, die sogenannte Craftsmen furniture, die sich durch einfache und zweckmäßige Formen und Gestaltungen auszeichnete und von Hand gefertigt wurde. In den Jahren nach der Jahrhundertwende gewann sein Werk rasch an großer Beliebtheit, sodass Stickley sein Unternehmen bald erweiterte und diverse Werkstoffe zur Möbelherstellung zu nutzen begann. Ab 1901 legte er seine Vorstellungen in einem eigenen Magazin mit dem Titel Craftsman aus. Neben den stilistischen Idealen bemühte er sich, mehr Amerikaner zum Handwerk zu bringen. Dafür gründete er den  Craftsman Home Builder’s Club, um
zum eigenhändigen Hausbau zu animieren, und veröffentlichte 1909 und 1902 zwei Bände mit schematischen Hausplänen. Pläne, als Fortführung der Arts-and-Crafts-Ideen eines gesellschaftsreformierenden Handwerks ein arbeiterorientiertes Konglomerat von Möbelherstellern zu gründen, erfüllten sich nie.
Wenngleich sich Stickleys Möbel für einige Jahre Erfolg gehabt hatten, gelang es ihm nicht, mit seinen Ideen größeren Eindruck zu hinterlassen. Unter der fortschreitenden Kommerzialisierung, Industrialisierung und Kapitalisierung des US-amerikanischen Handwerks und seiner eigenen Überschuldung ging sein Unternehmen 1915 bankrott; im gleichen Jahr ging sein Magazin in die Art World der Art Society of America auf. Bald verschwanden sein Name und sein Werk aus dem öffentlichen Bewusstsein. Seinen Lebensabend verbrachte er in Syracuse im Norden des Bundesstaates New York, wo er bereits seit 1894 gelebt hatte. Dort starb er 1942 im Alter von 84 Jahren im Haus seiner Tochter. Erst in den 1970er und 1980er Jahren wurde der von Stickley begründete Stil wiederentdeckt, was einiges an populärem und akademischem Interesse an seinem Œuvre begründete. Nicht zuletzt erschien eine Reihe von Biografien. Diverse US-amerikanische Kunstmuseen sind heute in Besitz einiger Stickley-Möbel. Ein von ihm von entworfenes und von 1908 bis 1915 unterhaltenes Anwesen in New Jersey namens Craftsman Farms steht seit 1990 unter Denkmalschutz.